# Moebelia
Moebelia is een geslacht van spinnen uit de familie hangmatspinnen (Linyphiidae).

## Soorten
De volgende soorten zijn bij het geslacht ingedeeld:
- Moebelia berolinensis (Wunderlich, 1969)
- Moebelia penicillata (Westring, 1851)
- Moebelia rectangula Song & Li, 2007